# اندرو اولیور
اندرو الیور (Andrew Oliver) (زادهٔ ۲۸ مارس ۱۷۰۶ - درگذشتهٔ ۳ مارس ۱۷۷۴)، تاجر و مقام دولتی در استان خلیج ماساچوست بود. او که در خانواده‌ای بازرگان و ثروتمند و از نظر سیاسی قدرتمند به‌دنیا آمده بود، بیشتر به عنوان مقام رسمی ماساچوست و مسئول اجرای مفاد قانون تمبر شناخته می‌شود که به همین دلیل به صورت نمادین به دار آویخته شد. او هرگز آن وظایف را به‌طور واقعی انجام نداد و بعدها به عنوان معاون فرماندار استان منصوب شد.

## اوایل زندگی
اندرو الیور در ۲۸ مارس ۱۷۰۶ در بوستون، مرکز استان انگلیسی خلیج ماساچوست به‌دنیا آمد. پدرش دانیل الیور، یک تاجر ثروتمند و فعال سیاسی بود و مادرش الیزابت بلچر الیور، خواهر جاناتان بلچر، پسر یک تاجر ثروتمند دیگر و فرماندار استان در دهه ۱۷۳۰ بود. اندرو دو برادر داشت: دانیل الیور (۱۷۰۴–۱۷۲۷) و پیتر الیور (۱۷۱۳–۱۷۹۱). اندرو که به عنوان فردی «متین و پارسا» شناخته می‌شد، به کالج هاروارد فرستاده شد و در سال ۱۷۲۴ از آنجا فارغ‌التحصیل شد.
الیور سپس وارد تجارت خانوادگی شد و با برادرش پیتر یک کسب و کار تجاری راه‌اندازی کرد که تمرکز آن بر شراب و منسوجات معطوف بود. این تجارت موفقیت‌آمیز بود و این دو برادر در نهایت اسکله طولانی بوستون را تحت کنترل درآوردند. در ۲۰ مارس ۱۷۲۸، الیور با مری فیچ، دختر سرهنگ توماس فیچ ازدواج کرد. قبل از مرگ مری در سال ۱۷۳۲ این زوج صاحب سه فرزند بودند؛ تنها یکی از آنها، پسری به نام اندرو تا بزرگسالی زنده ماند. پس از مرگ مری، الیور به انگلستان سفر کرد و در سال ۱۷۳۴ به ماساچوست بازگشت. او در ۱۹ دسامبر ۱۷۳۴ با مری سنفورد اهل نیوپورت در رود آیلند، خواهر زن توماس هاچینسون ازدواج کرد. این زوج چهارده فرزند داشتند.

## سیاست و قانون تمبر
در سال ۱۷۳۷ الیور پا به عرصه سیاست گذاشت و به عنوان حسابرس شهر بوستون پیروز انتخابات شد. او اداره چندین دفتر محلی دیگر را بر عهده داشت و رهبر فراکسیون هاچینسون-الیور شد که امور سیاسی ماساچوست مستعمره‌ای را در دست داشت. او در سال ۱۷۴۲ به عضویت مجمع استانی انتخاب شد و در سال ۱۷۵۵ توسط سرپرست فرمانداری، اسپنسر فیپس به عنوان منشی استانی منصوب شد.
در سال ۱۷۶۵، الیور مأموریت یافت تا قانون نامحبوب تمبر را در ماساچوست اجرا کند. او شخصاً مخالف این قانون بود، اما به مردم می‌گفت که طرفدار آن است و این امر موجب شد تا مستعمره‌نشینان علیه او قیام کنند. در ۱۴ اوت، در مظاهرات که توسط گروه نُه میهن‌پرست برگزار شد، مجسمه او به صورت نمادین از درخت آزادی بوستون به دار آویخته شد. این گروه زمینه‌ساز شکل‌گیری گروه پسران آزادی بود. آن شب خانه و دفاتر او توسط جمعیت خشمگین غارت شد. در ۱۷ اوت، مجبور شد تا به صورت علنی از مأموریت خود استعفا دهد. در ۱۷ دسامبر، پسران آزادی دوباره او را مجبور کردند که علناً سوگند یاد کند تا هرگز به عنوان ترویج‌دهنده قانون تمبر فعالیت نخواهد کرد.

## حرفه مؤخر

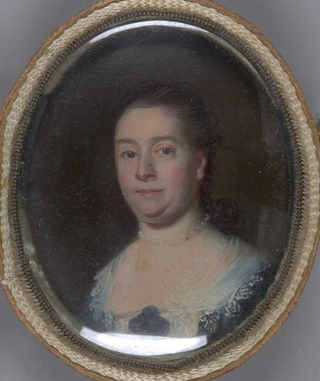
مرتبط

هنگامی که برادر همسرش توماس هاچینسون در سال ۱۷۷۱ فرماندار شد، او به عنوان معاون فرماندار مستعمره منصوب شد. نامه‌هایی که او و هاچینسون در اواخر دهه ۱۷۶۰ در جریان اعتراضات به قوانین تاونزند نوشته بودند، در سال ۱۷۷۳ منتشر شد و طوفانی از اعتراضات را علیه این دو مرد برانگیخت. سلامت الیور که پس از مرگ همسرش بیشتر به مخاطره افتاده بود، موجب شد تا صدماتی جدی به کسب و کارشان وارد شود. الیور در ۳ مارس ۱۷۷۴، پس از یک «سکته ناقص» درگذشت. پسران آزادی از مرگ او بسیار خوشحال شدند و مراسم تدفین او به اعتراض و خشونت کشیده شد. به‌خاطر جو سیاسی متشنج، دوستان و بستگانِ کمی در آن مراسم شرکت کردند.
اکثر اعضای خانواده الیور در طول انقلاب آمریکا وفادار باقی ماندند و در سایر نقاط امپراتوری بریتانیا سکونت کردند.

## ارجاعات
1. ↑  Bell, p. 515
2. ↑  Batinski, p. 8
3. ↑  Bell, p. 516
4. ↑  Bell, p. 518
5. ↑  Bell, p. 519